# 18 Pegasi
18 de Pégase
Désignations
18 Pegasi, en français 18 de Pégase, est une étoile binaire brillante (magnitude visuelle 6, visible à l'œil nu) de la constellation de Pégase, située à relativement haute latitude galactique (l = 65,80°, b = -36,51°). D'après la mesure de sa parallaxe par le satellite Gaia, elle est distante de près de ∼ 1 500 a.l. (∼ 460 pc) de la Terre.
18 Pegasi est une étoile binaire spectroscopique à raies simples. Son étoile primaire est une géante bleue de type spectral B3III. Elle appartient à la classe des étoiles de type B à pulsation lente.